# Papiro 53
O Papiro 53 ({\displaystyle {\mathfrak {P}}}53) é um antigo papiro do Novo Testamento que contém fragmentos do capítulo 26 de Mateus (26:29-40) e dos capítulos 9 e 10 dos Actos dos Apóstolos (9:33-10:1).